# Dorylomorpha borealis
Dorylomorpha borealis är en tvåvingeart som först beskrevs av Einar Wahlgren 1910.  Dorylomorpha borealis ingår i släktet Dorylomorpha och familjen ögonflugor. Arten är reproducerande i Sverige. Inga underarter finns listade i Catalogue of Life.